# Språkö
En språkö eller språklig enklav är ett språkligt avgränsat område omgivet av områden där andra språk talas.

## Exempel
- Övervägande fransktalande Bryssel i Flandern i Belgien
- Kroatiskspråkiga områden i Burgenland i Österrike
- Tyskspråkiga områden i södra och centrala Namibia

## Användning av begreppet språkö i Finland
Vissa orter, främst Björneborg, Kotka, Tammerfors och Uleåborg, vilka ingår i kommuner som definieras som enspråkigt finskspråkiga (ej tvåspråkiga), är språköar ur ett svenskspråkigt perspektiv: den svenskspråkiga befolkningen på dessa orter är tillräckligt stor för att upprätthålla skola och kulturliv på svenska, åtminstone tillsammans med tvåspråkiga och svensksinnade finskspråkiga.
Orterna ligger ofta i – förutom denna ort – helt finskspråkiga trakter (det är fråga om hamn- och industristäder), och den svenskspråkiga minoriteten är inte tillräckligt stor för att kommunen skulle räknas som tvåspråkig. Eftersom dessa minoriteter i regel inte bor inom avgränsade områden, utan utspridda bland de finskspråkiga, är benämningen "enklav" missvisande.

## Kartor

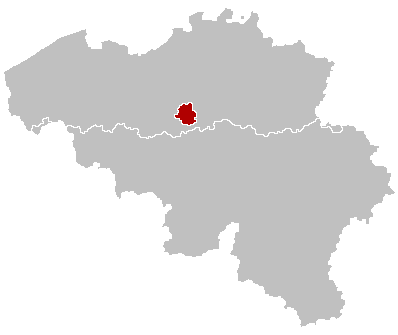
Det övervägande fransktalande Bryssel omgivet av nederländsktalande områden i Flandern
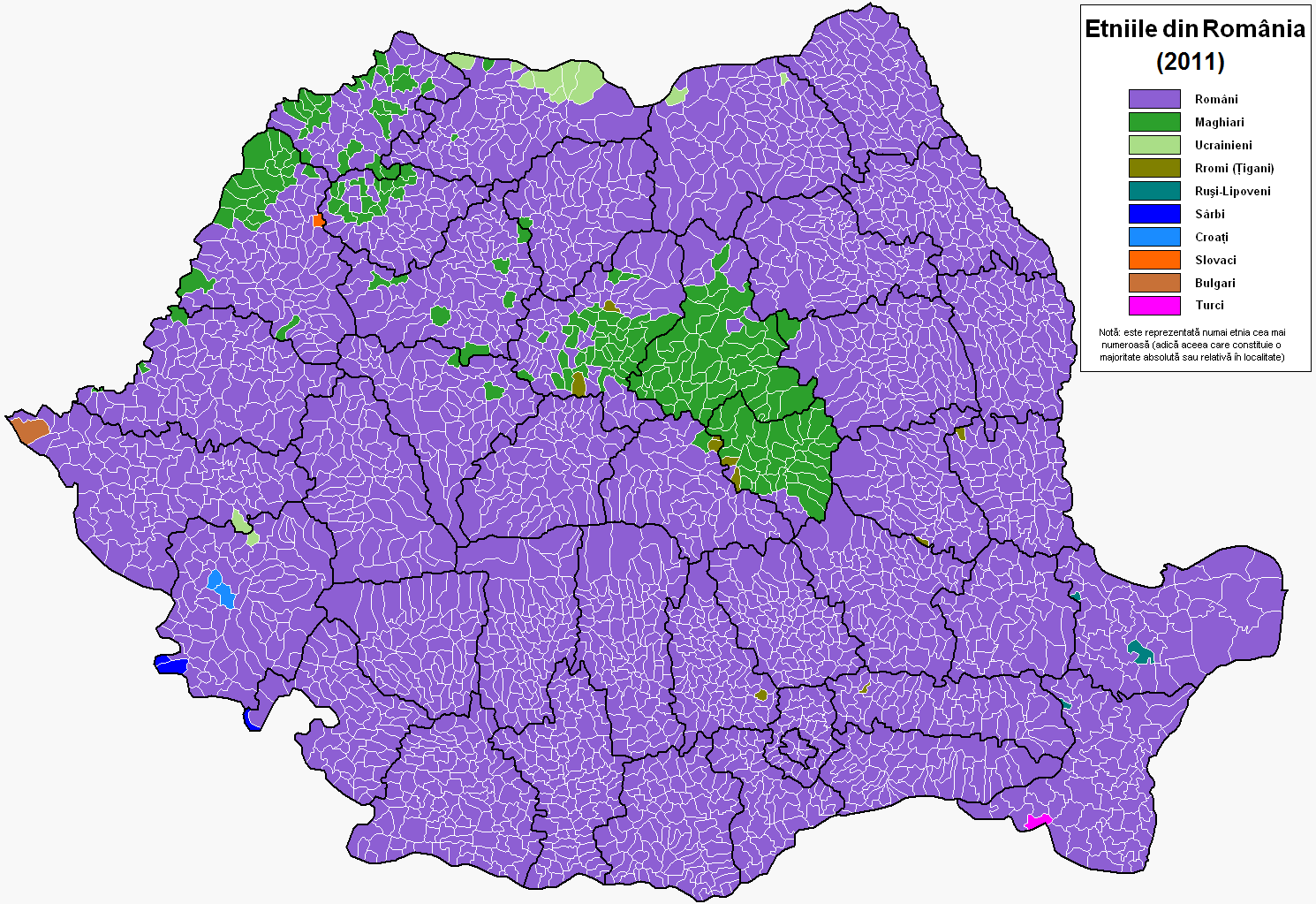
Språköar i Rumänien.
Sorbiska språkområdet i Tyskland.
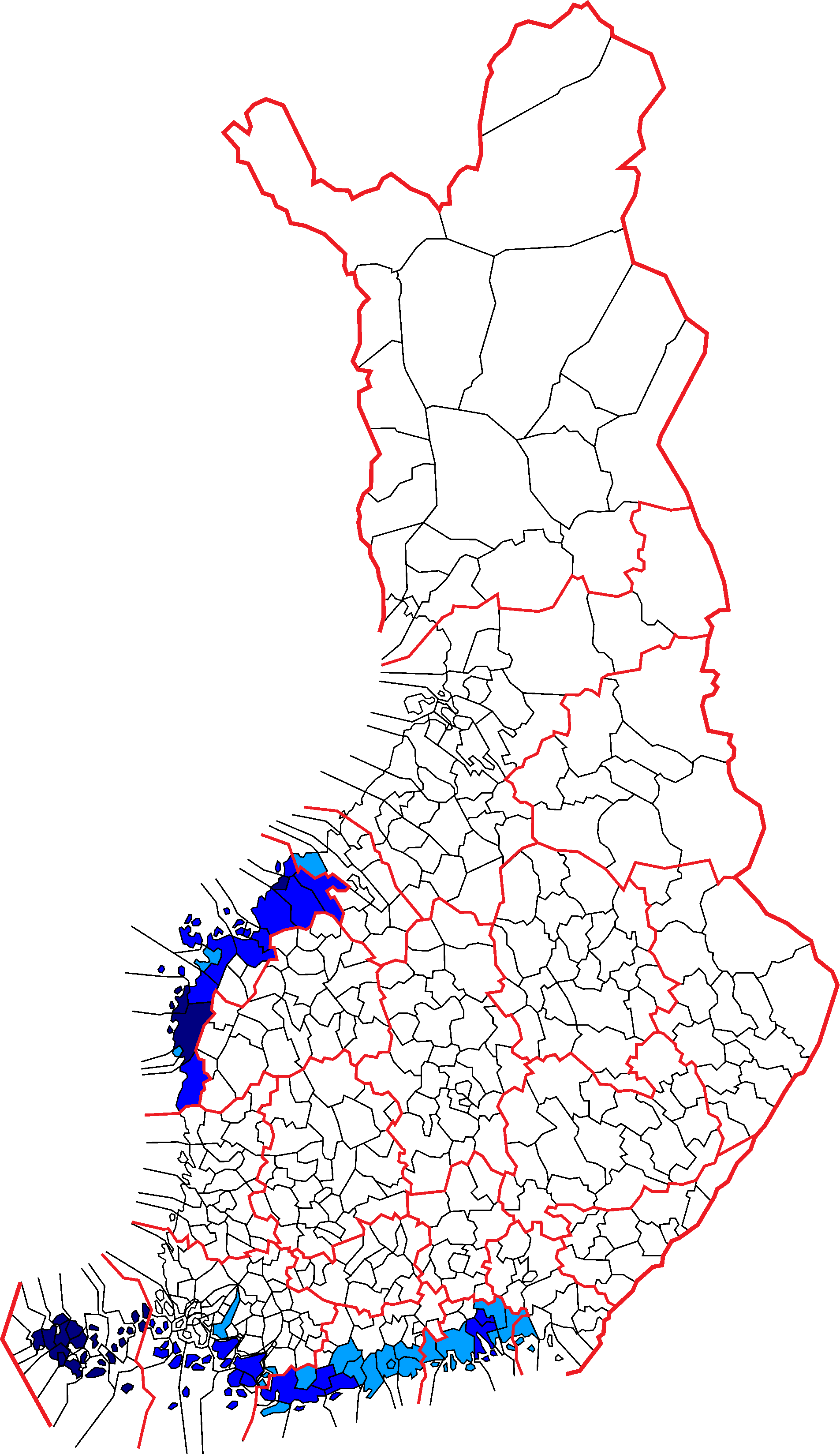
Svenskspråkiga kommuner i Finland, språköarna inte utritade.